# Bassin-Bleu
Bassin-Bleu (en criollo haitiano Basen Ble) es una comuna de Haití, que está situada en el distrito de Port-de-Paix, del departamento de Noroeste.

## Secciones
Está formado por las secciones de:
- La Plate
- Carreu Datty
- Haut des Moustiques (que abarca la villa de Bassin Bleu)

## Demografía
| Gráfica de evolución demográfica de Bassin-Bleu entre 2009 y 2015 |
|                                                                   |

Los datos demográficos contemplados en este gráfico de la comuna de Bassin-Bleu son estimaciones que se han cogido de 2009 a 2015 de la página del Instituto Haitiano de Estadística e Informática (IHSI). 